# نیلز د مار
سرگرد نیلز د مار (به سوئدی: Nils de Mare)، تولد: ۲۰ سپتامبر ۱۸۸۷، شهرستان کالمار، سوئد، فوت: ۳۰ آوریل ۱۹۵۳ شهرستان اوپسالا؛ فرزند تورگنی و هریت د مار. او پسر عموی رولف د مار، موزه‌دار و مجموعه‌دار معروف، و مدیر گروهی مشهور به نام بالرین‌های سوئدی بود، که در پاریس مستقر بود. عموی او به نام هنریک د مار یک سیاستمدار بود. دخترش با سرگرد لودویگ وایزمولر ازدواج کرد، اما تنها چند ماه پس از ازدواج همسرش در جنگ جهانی دوم، در خارج از سنت پترزبورگ کشته شد. همچنین پسرش که به عنوان داوطلب در جنگ دوم حضور داشت، در دریاچه لادوگا غرق شد.

## گاه‌شمار زندگی
سال ۱۹۰۵م. از مؤسسه بازرگانی گوتنبرگ فارغ‌التحصیل شد. در سال ۱۹۰۷م. آزمون افسران رزرو هنگ اسمالند را پشت سر گذاشت، و در سال ۱۹۱۱م. به عنوان ستوان پذیرفته شد. او در اواخر سال ۱۹۱۱م. به استخدام ژاندارمری ایران درآمد؛ او از مستشاران نظامی سوئد در ایران، و فرماندهٔ ژاندارمری لرستان بود.
پدرش تورگنی د مار، رئیس هنگ اسمالند بود، و او به عضویت در این هنگ قدیمی افتخار می‌کرد. ایوان فولکه رفیق و مافوق او در ایران، معتقد است که او تأثیر زیادی بر ایرانیان داشته‌است. و از عشایر بختیاری نقل می‌کند که اگر در جنگ فرمانده‌ای همچون نیلز داشته باشید، دشمن هیچ شانسی برای پیروزی بر شما نخواهد داشت. او در زمان همکاری با فولک مسئولیت آموزش اسب‌سواری را برعهده داشته.
ساندرا کارلسون، سال ۲۰۰۶م. در پایان‌نامه خود با عنوان مردان سوئدی در سرزمین شیر و خورشید – مطالعه موردی سیاست شرقی سوئد در ایران ۱۹۱۱–۱۹۲۵ (دانشگاه سودرتورن). از نیلز به عنوان یکی از افسران حاضر در ایران یاد کرده‌است.
در ابتدای سال ۱۹۱۵م. علی‌رغم اعلام بی‌طرفی ایران در جنگ جهانی اول، نیروهای عثمانی در حمایت از امپراتوری آلمان، قسمت‌هایی از غرب ایران را اشغال کردند. روس‌ها برای اینکه از غافله عقب نمانند، و خاک ایران را به دشمن واگذار نکنند، از شمال وارد کشور شدند و از قزوین گذشته و به همدان رسیدند، سرگرد نیلز د مار، که در این زمان فرمانده ژاندارمری لرستان بود، در گردنهٔ اسدآباد تلاش کرد جلوی حرکت نیروهای روس به سمت کرمانشاه را بگیرد، اما علی‌رغم تلاش زیاد نتوانستند مانع حرکت قوای روس شوند.
نیلز در لشکرکشی‌ها و نبردهایی در ایران، عراق و کردستان کنونی شرکت کرد، و نهایتاً در سال ۱۹۱۵م. از ایران خارج شد. و در جنگ جهانی اول در جبههٔ متحدین، برای امپراتوری آلمان (پروس) به عنوان سواره نظام، جنگید. او بازهم در خاورمیانه و این بار در جنگ جهانی برای امپراتوری آلمان مبارزه کرد، گفته می‌شود او در دفاع از بغداد در سال ۱۹۱۸م. حضور داشته. در سال ۱۹۱۷م. نیز به عنوان پیشاهنگ هوایی در فلاندر در شمال فرانسه حضور داشت. و به پاس زحماتش به نشان صلیب آهنین مفتخر شد. او در زمان انقلاب نوامبر در آلمان که به تأسیس جمهوری وایمار انجامید، از خدمت در ارتش آلمان استعفا داد.

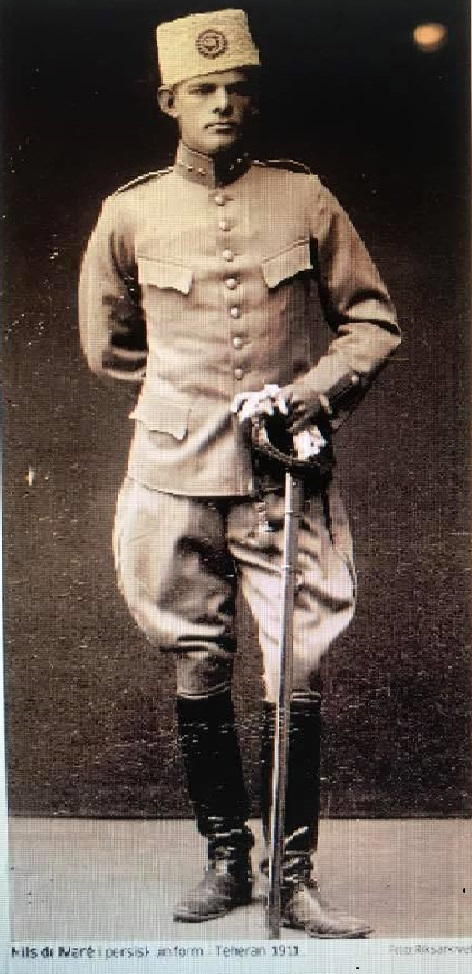
نیلز د مار در لباس ژاندارمری ایران، سال ۱۹۱۱م. تهران

او در سال ۱۹۲۰م. در برلین با اولگا هیلدا (هیدن) د مار، ازدواج کرد. و پس از بازگشت به سوئد، در تعدادی از سازمان‌های رادیکال راست‌گرا مانند حزب مردم فاشیست سوئد (SFF)، حزب ناسیونال سوسیالیست سوئد (SNS)، یا به اصطلاح حزب فورگاد (SNSP)، فعال بود. در سال ۱۹۳۶م. همراه با زبان‌شناس و روزنامه‌نگار بوریه بریلیو (Börje Brilioth)، در انجمن سوئدی-آلمانی (STF) را تأسیس کرد و تا زمان مرگش در این انجمن فعالیت کرد.
ظاهراً او مدتی پس از تسلط نازی‌ها به آلمان نقل مکان کرد و تا پایان جنگ در عمارت و املاک آلتماندورف در لهستان کنونی (و در سیلزیای آن زمان) ساکن بود.